# Ryan Scott Blinston
Ryan Scott Blinston (?, 1986. augusztus 26. –) kaliforniai sorozatgyilkos.

## Fiatal kora
Blinston gyerekkoráról keveset tudni. 1983. augusztus 26.-án született Kaliforniában. Első bűnügye 2006-ban volt mikor ellopott egy fekete Ford-ot New Hampshire-ben. 2013-ban visszaköltözött Kaliforniába ahol betört egy házba ahol ellopott 3 fegyvert és egy Lexus-t.

## Gyilkosságok
2020. május 23-án reggel Blinston betört Loreen Severs (88) és Homer Severs (91) Los Molinosi otthonukba. Blinston elvágta a házaspár torkát, Looren Severs-t megölte Homer Severs-t megsebesítette. Öt nappal a betörés előtt Blinston favágást végzett Severs otthonukban. A betörés után Blinston visszatért Oroville-i otthonába.
2020. június 4-én Blinston a 82 éves Sandra George-nél végzett favágást egy csapattal Orovillé-ben. Miután a csapat végzett és távoztak Blinston egyedül visszament Sandra George házába és halálosan megkéselte őt. Holttestét másnap délután 5-kor találták meg.
Két nappal később 2020. június 6-án látták utoljára élve Vicky Cline-t Blinstonnal, Oroville belvárosában. Ugyanezzen a napon gyújtották fel Cline autóját Orovillé-ben. 2020. június 21-én egy halász találta meg Vicky Cline maradványait. Vicky Cline torkát is elvágták.

## Elfogás
A hatóságok Blinston autóján talált vért és DNS-t azonosították Vicky Cline-val. Megtalálták Blinston hollétét aki egy erdős részen egy csatabárddal próbált betörni egy másik lakásba. Blinston ezután az erdőbe menekült de kis idővel később elkapták.
Akire ratámadott egy 50 éves férfi volt aki megengedte Blinstonnal hogy nála maradhasson. Mikor a férfi elaludt arra ébredt hogy Blinston rátámadt. A férfit torkon szúrta viszont túlélte és sikerült kizárnia Blinston-t.

## Tárgyalás
Blinston-t elsőfokú gyilkossággal, két rendbeli gyilkossági kísérletben, gyújtogatással, vádolták. Blinston ártatlannak vallotta magát. Viszont több száz bizonyítékot találtak Blinston bűnösségére. E mellett 35 tanú vallott ellene. Blinston-t 2022 augusztus 4-én minden vádpontban bűnösnek találták és három életfogytig tartó szabadságvesztésre ítélték feltételes szabadságra bocsátás nélkül.